# Ľubomír Ftáčnik
Ľubomír Ftáčnik (ur. 30 października 1957 w Bratysławie) – słowacki szachista i trener szachowy (FIDE Senior Trainer od 2014), arcymistrz od 1980 roku.

## Kariera szachowa
Pierwszy międzynarodowy sukces odniósł na przełomie 1976 i 1977 roku, zdobywając w Groningen tytuł mistrza Europy juniorów do lat 20. W latach 1981, 1982, 1983 i 1985 czterokrotnie zdobył tytuły mistrza Czechosłowacji. Odniósł wiele sukcesów w międzynarodowych turniejach, zwyciężając bądź dzieląc I miejsca m.in. w Cienfuegos (1980), Dortmundzie (1981), Hradec Kralove (1981), Esbjergu (1982, turniej The North Sea Cup), Trnawie (1983), Altensteigu (1987), Baden-Baden (1987), Lugano (1988), Sydney (1991), Neuchâtel (1996), Ischia (1996), Cappelle-la-Grande (1997), Hamburgu (1998), Los Angeles (1999, wspólnie z Anthony Milesem, Aleksandrem Bielawskim oraz Suatem Atalikiem), Gold Coast (2000), Deizisau (2001, wspólnie z Konstantinem Landą), Évorze (2005) oraz w Fildaelfii (2008, World Open, wspólnie z Jewgienijem Najerem, Parimarjanem Negi i Aleksandrem Moisejenko).
W latach 1980–2010 piętnastokrotnie wystąpił na szachowych olimpiadach, w tym na I szachownicy trzykrotnie w drużynie Czechosłowacji oraz czterokrotnie – w zespole Słowacji. W roku 1982 zdobył w Lucernie srebrny medal (wraz z drużyną czeską). Pięciokrotnie wziął również udział w turniejach o drużynowe mistrzostwo Europy, zdobywając w roku 1980 złoty medal za indywidualny wynik na VI szachownicy.
Najwyższy ranking w karierze osiągnął 1 stycznia 2001 r., z wynikiem 2618 punktów zajmował wówczas 66. miejsce na światowej liście FIDE oraz pierwsze wśród słowackich szachistów).
Od 1987 r. jest stałym współpracownikiem firmy ChessBase, dla której skomentował kilka tysięcy partii oraz wydał kilka multimedialnych wydawnictw poświęconych teorii debiutów.